# A. J. Carothers
Pour les articles homonymes, voir Carothers.
A. J. Carothers (né le 22 octobre 1931 à Houston au Texas et mort le 9 avril 2007 à Los Angeles en Californie,,) est un scénariste américain connu entre autres pour son travail aux studios Disney dans les années 1960.

## Biographie
Né en 1931 à Houston, Carothers commence sa carrière d'auteur à neuf ans en vendant une histoire policière à ses camarades 15 cents. Il étude dans plusieurs universités dont la Northwestern University, l'Université de Houston et l'Université de Californie à Los Angeles dont il obtient un diplôme en 1954.
En 1948 il devient scénariste pour l'émission Studio One de CBS avant de devenir producteur associé des émissions Playhouse 90 puis General Electric Theater.
Durant les années 1960 il est scénariste aux studios Disney.

## Filmographie

### Pour le cinéma
- 1963 : Le Grand Retour (Miracle of the White Stallions)
- 1964 : Émile et les Détectives (Emil and the Detectives)
- 1967 : Le Plus Heureux des milliardaires (The Happiest Millionaire)
- 1968 : Frissons garantis (Never a Dull Moment)
- 1980 : Captain Avenger (Hero at Large)
- 1987 : Le Secret de mon succès (The secret of my succe$s)

### Pour la télévision
- 1963 : Le Grand Retour (Miracle of the White Stallions)
- 1964 : Émile et les Détectives (Emil and the Detectives)